# Liga Europejska w piłce siatkowej 2011 (składy)
Artykuł grupuje składy wszystkich reprezentacji narodowych w piłce siatkowej, które wystąpiły w Lidze Europejskiej 2011.
- Wiek na dzień 26 maja 2011 roku.
- Przynależność klubowa na koniec sezonu 2010–11.
- Zawodnicy oznaczeni literą K to kapitanowie reprezentacji.
- Legenda: 
Nr - numer zawodnika
 A - atakujący 
 L - libero 
 P - przyjmujący 
 R - rozgrywający 
 Ś - środkowy 
 U - uniwersalny

## Austria
Trener:  Michael Warm
Asystent: Lukas Mark
| Nr | Imię i nazwisko        | Data urodzenia (wiek) | Wzrost (cm) | Klub                       | Pozycja |
| -- | ---------------------- | --------------------- | ----------- | -------------------------- | ------- |
| 2  | Philip Schneider       | 23.12.1981 (29)       | 200         | Montpellier UC             | P       |
| 3  | Peter Wohlfahrtstätter | 10.03.1989 (22)       | 203         | hotVolleys Wiedeń          | Ś       |
| 4  | Oliver Binder          | 28.05.1985 (26)       | 190         | hotVolleys Wiedeń          | R       |
| 5  | Daniel Gavan           | 08.05.1977 (34)       | 202         | Volleyball Team Tirol      | Ś       |
| 6  | Frederick Laure        | 26.07.1982 (28)       | 178         | Volleyball Team Tirol      | L/P     |
| 7  | Michael Laimer         | 15.07.1985 (25)       | 207         | hotVolleys Wiedeń          | A       |
| 8  | Philip Ichovski        | 12.12.1991 (19)       | 200         | VCA Niederösterreich       | Ś       |
| 9  | Thomas Zass            | 27.11.1989 (21)       | 193         | VCA Niederösterreich       | A       |
| 10 | Matthias Kienbauer     | 16.05.1983 (28)       | 185         | Union Volleyball Arbesbach | L/P     |
| 11 | Marcus Guttmann        | 09.07.1991 (19)       | 205         | VCA Niederösterreich       | P       |
| 12 | Alexander Berger       | 27.09.1988 (22)       | 193         | Volleyball Team Tirol      | P       |
| 13 | Gerald Reiser          | 02.06.1980 (30)       | 200         | SK Aich/Dob                | Ś       |
| 14 | Sebastian Schweighofer | 05.06.1987 (23)       | 189         | TSV Hartberg               | P       |
| 15 | Simon Frühbauer        | 19.10.1988 (22)       | 183         | hotVolleys Wiedeń          | P       |
| 17 | Aleksandar Blagojevic  | 18.01.1993 (18)       | 205         | hotVolleys Wiedeń          | A       |
| 18 | Lukas Weber            | 13.02.1987 (24)       | 184         | VCA Niederösterreich       | R       |

## Belgia
Trener: Claudio Gewehr
Asystent: Emile Rousseaux
| Nr | Imię i nazwisko      | Data urodzenia (wiek) | Wzrost (cm) | Klub                              | Pozycja |
| -- | -------------------- | --------------------- | ----------- | --------------------------------- | ------- |
| 1  | Bram Van den Dries   | 14.08.1989 (21)       | 206         | Umbria Volley                     | A       |
| 2  | Yves Kruyner         | 10.05.1990 (21)       | 195         | AS Cannes                         | R       |
| 3  | Sam Deroo            | 29.04.1992 (19)       | 201         | Volleyteam Roeselare              | P       |
| 4  | Wim Backaert         | 22.04.1989 (22)       | 198         | VC Antwerpen                      | Ś       |
| 7  | Kévin Klinkenberg    | 04.10.1990 (20)       | 198         | Noliko Maaseik                    | P       |
| 8  | Gertjan Claes        | 30.03.1985 (26)       | 191         | Moerser SC                        | P       |
| 9  | Pieter Verhees       | 08.12.1989 (21)       | 205         | VC Lennik                         | Ś       |
| 11 | Matthijs Verhanneman | 08.12.1988 (22)       | 198         | Volleyteam Roeselare              | P       |
| 12 | Gert van Walle       | 07.08.1987 (23)       | 197         | Associazione Sportiva Volley Lube | A       |
| 13 | Matthias Valkiers    | 08.04.1990 (21)       | 196         | VC Lennik                         | R       |
| 14 | Simon Van De Voorde  | 19.12.1989 (21)       | 208         | Noliko Maaseik                    | Ś       |
| 15 | Kristof Hoho         | 07.08.1980 (20)       | 196         | Volleyteam Roeselare              | P       |
| 16 | Hendrik Tuerlinckx   | 01.12.1987 (23)       | 195         | Volleyteam Roeselare              | A       |
| 18 | Stijn Dejonckheere   | 21.01.1988 (23)       | 187         | Volley Menen                      | L       |

## Białoruś
Trener:  Wiktor Sidelnikow
Asystent: Wiktor Bjeksza
| Nr | Imię i nazwisko      | Data urodzenia (wiek) | Wzrost (cm) | Klub                    | Pozycja |
| -- | -------------------- | --------------------- | ----------- | ----------------------- | ------- |
| 1  | Andrej Radziuk       | 23.03.1990 (21)       | 193         | Stroitiel Mińsk         | P       |
| 2  | Pawieł Audoczanka    | 13.01.1990 (21)       | 202         | Stroitiel Mińsk         | A       |
| 3  | Artur Drapczynski    | 1992 ( )              | 196         | Mohylewskie Lwy Mohylew | R       |
| 4  | Siarhiej Antanowicz  | 21.04.1986 (25)       | 197         | Siatkarz Wieluń         | P       |
| 5  | Siarhiej Busieł      | 30.05.1989 (22)       | 207         | Stroitiel Mińsk         | Ś       |
| 6  | Siarhiej Akulicz     | 11.04.1986 (25)       | 197         | Stroitiel Mińsk         | A       |
| 7  | Stanisłau Zabarouski | 04.01.1988 (23)       | 182         | Kamunalnik Grodno       | L/P     |
| 12 | Arciom Haramykin     | 16.05.1985 (26)       | 194         | Stroitiel Mińsk         | R       |
| 13 | Dzmitryj Licharad    | 09.05.1977 (34)       | 185         | Stroitiel Mińsk         | L       |
| 14 | Аndrej Marhol        | 05.03.1983 (28)       |             | Zapadnyj Bug Brześć     | Ś       |
| 15 | Aleh Mikanowicz      | 07.10.1975 (35)       | 196         | Stroitiel Mińsk         | P       |
| 16 | Artur Udrys          | 18.10.1990 (20)       | 212         | Stroitiel Mińsk         | Ś       |
| 17 | Uładzimir Wiarciołka | 28.05.1988 (23)       | 197         | Stroitiel Mińsk         | P       |
| 18 | Anatol Kłyszeuski    | 07.06.1987 (23)       | 200         | Stroitiel Mińsk         | Ś       |

## Chorwacja
Trener: Radovan Malević
Asystent: Davor Meringer
| Nr | Imię i nazwisko        | Data urodzenia (wiek) | Wzrost (cm) | Klub                              | Pozycja |
| -- | ---------------------- | --------------------- | ----------- | --------------------------------- | ------- |
| 1  | Tsimafei Zhukouski (K) | 18.12.1989 (21)       | 192         | Umbria Volley                     | R       |
| 2  | Matija Sabljak         | 01.07.1986 (24)       | 207         | HAOK Mladost Zagrzeb              | Ś       |
| 3  | Danijel Galić          | 14.04.1987 (24)       | 200         | Piemonte Volley                   | P       |
| 4  | Ante Colić             | 18.08.1987 (23)       | 207         | HAOK Mladost Zagrzeb              | Ś       |
| 5  | Igor Omrčen            | 26.09.1980 (30)       | 208         | Associazione Sportiva Volley Lube | A       |
| 6  | Ivan Raič              | 03.06.1989 (21)       | 202         | Pallavolo Pineto                  | P       |
| 7  | Sime Vulin             | 04.08.1983 (27)       | 210         | Lycurgus                          | Ś       |
| 8  | Željko Nojić           | 30.09.1980 (30)       | 185         | HAOK Mladost Zagrzeb              | L       |
| 9  | Ante Šuker             | 30.07.1986 (24)       | 193         | Mladost Kaštel Lukšić             | P       |
| 10 | Anđelko Ćuk            | 30.05.1983 (27)       | 200         | Toyoda Gosei Trefuerza            | A       |
| 11 | Toni Kovačević         | 15.01.1983 (28)       | 198         | Al Qadsia                         | P       |
| 12 | Fran Peterlin          | 15.08.1993 (17)       | 195         | HAOK Mladost Zagrzeb              | P       |
| 13 | Igor Demirović         | 24.11.1980 (30)       | 205         | MOK Mursa                         | A       |
| 16 | Mario Močić            | 31.10.1992 (18)       | 201         | Mladost Kaštel Lukšić             | R       |
| 17 | Ivan Mihalj            | 23.11.1990 (20)       | 209         | HAOK Mladost Zagrzeb              | Ś       |
| 18 | Sven Šarčević          | 06.12.1990 (20)       | 180         | HAOK Mladost Zagrzeb              | L       |

## Grecja
Trener: Alexandros Leonis
Asystent: Sotirios Drikos
| Nr | Imię i nazwisko               | Data urodzenia (wiek) | Wzrost (cm) | Klub                         | Pozycja |
| -- | ----------------------------- | --------------------- | ----------- | ---------------------------- | ------- |
| 1  | Janis Mantekas                | 03.08.1985 (25)       | 194         | EA Patras                    | P       |
| 3  | Dimitris Soultanopoulos       | 09.03.1981 (30)       | 201         | EA Patras                    | Ś       |
| 4  | Georgios Petreas              | 19.11.1986 (24)       | 201         | Panathinaikos AO             | Ś       |
| 5  | Dmytro Filippow               | 04.12.1990 (20)       | 198         | Olympiakos SFP               | R       |
| 6  | Basileios Kournetas           | 02.08.1976 (34)       | 191         | EA Patras                    | R       |
| 7  | Georgios Stefanou             | 12.01.1981 (30)       | 188         | EA Patras                    | L       |
| 9  | Dimitrios Chatziiliadis       | 13.01.1987 (24)       | 197         | MGS Apollon Kalamaria        | P       |
| 10 | Panagiotis Pelekoudas         | 08.11.1989 (21)       | 200         | GS Lamia                     | Ś       |
| 11 | Nikolaos Roumeliotis          | 12.11.1978 (32)       | 201         | AS Aris                      | A       |
| 14 | Sotirios Pantaleon            | 21.06.1980 (30)       | 198         | Panathinaikos AO             | Ś       |
| 16 | Andreas-Dimitrios Fragkos     | 21.12.1989 (21)       | 201         | Olympiakos SFP               | P       |
| 17 | Christos Belos                | 29.06.1980 (30)       | 196         | AO Kifisias                  | A       |
| 18 | Achilleas Papadimitriou       | 18.08.1980 (30)       | 185         | Panathinaikos AO             | L       |
| 19 | Michael Sarikeisoglou         | 28.04.1983 (28)       | 193         | AS Aris                      | P       |
| 20 | Rafail Kumendakis             | 05.05.1993 (18)       | 203         | MGS Ethnikos Aleksandropolis | P       |
| 22 | Athanasios Maroulis           | 09.07.1988 (22)       | 191         |                              | R       |
| 23 | Menelaos Kokkinakis           | 21.01.1993 (18)       | 193         | Olympiakos SFP               | P       |
| 25 | Anastasios-Stamatios Aspiotis | 28.04.1983 (28)       | 201         | EA Patras                    | P/A     |

## Hiszpania
Trener: Fernando Muñoz Benítez
Asystent: Carlos Carreño
| Nr | Imię i nazwisko          | Data urodzenia (wiek) | Wzrost (cm) | Klub                        | Pozycja |
| -- | ------------------------ | --------------------- | ----------- | --------------------------- | ------- |
| 1  | Guillermo Hernán         | 25.07.1982 (28)       | 185         | Club Voleibol Teruel        | R       |
| 3  | Sergio Noda              | 23.03.1987 (24)       | 190         | Lupi Pallavolo Santa Croce  | P       |
| 6  | Gustavo Delgado          | 21.01.1986 (25)       | 190         | CV Almería                  | P       |
| 7  | Fran Rodríguez           | 25.09.1980 (30)       | 190         | FC Barcelona                | P       |
| 9  | Daniel Rocamora          | 27.05.1988 (22)       | 200         | Ciudad Medio Ambiente Soria | A       |
| 10 | Jorge Fernández          | 04.05.1989 (22)       | 203         | CV Pòrtol                   | Ś       |
| 12 | Francesc Llenas          | 13.09.1982 (28)       | 174         | CV Almería                  | L       |
| 14 | Ibán Pérez               | 13.11.1983 (27)       | 199         | CV Almería                  | A       |
| 16 | Julián García Torres (K) | 08.11.1980 (30)       | 203         | Club Voleibol Teruel        | Ś       |
| 17 | Marlon Palharini         | 03.02.1984 (27)       | 194         | Ciudad Medio Ambiente Soria | P       |
| 20 | José Miguel Sugrañes     | 25.08.1985 (25)       | 200         | FC Barcelona                | Ś       |
| 21 | Víctor Viciana           | 02.10.1982 (28)       | 188         | Club Voleibol Zaragoza      | R       |
| 22 | Sergi Arranz             | 27.04.1990 (21)       | 186         | FC Barcelona                | R       |
| 23 | Aaron Gámiz              | 13.05.1985 (26)       | 178         | FC Barcelona                | L       |
| 24 | Juan Díaz Romeral        | 03.06.1989 (21)       | 202         | Club Vigo Voleibol          | A       |

## Holandia
Trener: Edwin Benne
Asystent: Henk Jan Held
| Nr | Imię i nazwisko      | Data urodzenia (wiek) | Wzrost (cm) | Klub                       | Pozycja |
| -- | -------------------- | --------------------- | ----------- | -------------------------- | ------- |
| 1  | Nimir Abdelaziz      | 05.02.1992 (19)       | 195         | Landstede Volleybal        | R       |
| 2  | Nico Freriks         | 22.12.1981 (29)       | 192         | CV Almería                 | R       |
| 3  | Yannick van Harskamp | 02.04.1986 (25)       | 190         | Noliko Maaseik             | R       |
| 5  | Mathijs Mast         | 14.09.1984 (26)       | 200         | Volley Cavriago            | P       |
| 6  | Dirk Sparidans       | 05.03.1989 (22)       | 179         | Dynamo Apeldoorn           | L       |
| 7  | Gijs Jorna           | 30.05.1989 (21)       | 198         | FL Saint-Quentin           | L       |
| 8  | Jan Willem Snippe    | 21.05.1986 (25)       | 200         | Lupi Pallavolo Santa Croce | P       |
| 9  | Jasper Diefenbach    | 17.03.1988 (23)       | 195         | Dynamo Apeldoorn           | Ś       |
| 10 | Jeroen Rauwerdink    | 13.09.1985 (25)       | 200         | Gabeca Pallavolo Spa       | P       |
| 11 | Floris van Rekom     | 08.05.1991 (20)       | 195         | Dynamo Apeldoorn           | P       |
| 12 | Ewoud Gommans        | 17.11.1990 (20)       | 200         | Dynamo Apeldoorn           | P       |
| 13 | Tije Vlam            | 09.10.1985 (25)       | 207         | Volleyteam Roeselare       | Ś       |
| 15 | Lars Lorsheijd       | 08.06.1985 (25)       | 200         | Tourcoing LM               | Ś       |
| 16 | Dick Kooy            | 03.12.1987 (23)       | 202         | Pallavolo Modena           | P       |
| 17 | Rob Bontje           | 12.05.1981 (30)       | 206         | Sisley Treviso             | Ś       |
| 18 | Jelte Maan           | 19.03.1986 (25)       | 190         | Sisley Treviso             | P       |
| 19 | Bas Bemmelen         | 12.09.1989 (21)       | 206         | VC Bottrop 90              | Ś       |
| 23 | Sjoerd Hoogendoorn   | 17.02.1991 (20)       | 198         | Dynamo Apeldoorn           | A       |
| 24 | Tony Krolis          | 13.07.1984 (26)       | 195         | VC Lennik                  | A       |

## Rumunia
Trener: Stelian Moculescu
Asystent: Mircea Dudaş
| Nr | Imię i nazwisko           | Data urodzenia (wiek) | Wzrost (cm) | Klub                        | Pozycja |
| -- | ------------------------- | --------------------- | ----------- | --------------------------- | ------- |
| 2  | Radu Began                | 21.12.1976 (34)       | 203         | Tomis Konstanca             | Ś       |
| 3  | Robert Mihail Ţuţea       | 09.06.1983 (27)       | 202         | Știința Explorări Baia Mare | P       |
| 4  | Mircea Roman              | 14.12.1979 (31)       | 205         | Dinamo Bukareszt            | A       |
| 5  | Sergiu Stancu             | 04.08.1982 (28)       | 204         | CV 7 Islas Vecindario       | Ś       |
| 7  | Bogdan Alexandru Olteanu  | 11.05.1981 (30)       | 199         | Tours VB                    | P       |
| 8  | George Vlad Moisa         | 18.04.1989 (22)       | 191         | VCM Piatra Neamț            | R       |
| 9  | Florin Voinea             | 27.09.1980 (30)       | 187         | ESOP Epikuros ISS           | P       |
| 10 | Cristian Andrei Bartha    | 29.11.1985 (25)       | 191         | Islamic Azad University     | R       |
| 11 | Fabian Birău              | 10.06.1981 (29)       | 200         | Nice VB                     | Ś       |
| 12 | Dan Borota                | 09.07.1984 (26)       | 193         | Remat Zalău                 | P       |
| 14 | Adrian Radu Gontariu      | 14.05.1984 (27)       | 205         | VfB Friedrichshafen         | A       |
| 15 | Răzvan Florentin Mihalcea | 25.02.1988 (23)       | 206         | VCM Piatra Neamț            | Ś       |
| 17 | Adrian Nicolae Feher      | 05.12.1979 (31)       | 188         | Remat Zalău                 | L       |
| 18 | Mihai Mărieş              | 21.03.1988 (23)       | 190         | Remat Zalău                 | L/P     |

## Słowacja
Trener:  Emanuele Zanini
Asystent:  Marco Fenoglio
| Nr | Imię i nazwisko   | Data urodzenia (wiek) | Wzrost (cm) | Klub                                 | Pozycja |
| -- | ----------------- | --------------------- | ----------- | ------------------------------------ | ------- |
| 1  | Milan Bencz       | 05.09.1987 (23)       | 206         | M. Roma Volley                       | A       |
| 2  | Michal Masný      | 14.08.1979 (31)       | 182         | Delecta Bydgoszcz                    | R       |
| 3  | Emanuel Kohút     | 21.07.1982 (28)       | 206         | Latina Volley                        | Ś       |
| 4  | Marek Mikula      | 23.02.1988 (23)       | 196         | VK Ostrawa                           | P       |
| 5  | Matej Kubš        | 26.05.1987 (24)       | 185         | VKP Bratislava                       | L       |
| 6  | Róbert Hupka      | 30.07.1982 (28)       | 194         | TSV Unterhaching                     | P/L     |
| 8  | Martin Sopko      | 30.01.1982 (29)       | 196         | Delecta Bydgoszcz                    | P       |
| 9  | Roman Ondrušek    | 06.02.1980 (30)       | 191         | Dunkerque Grand Littoral Volley-Ball | L       |
| 12 | Tibor Filo        | 10.04.1984 (27)       | 202         | TV Rottenburg                        | Ś       |
| 13 | Štefan Chrtiansky | 17.08.1989 (21)       | 205         | Volleyball Team Tirol                | P       |
| 14 | Tomáš Kmeť        | 01.12.1981 (29)       | 202         | TSV Unterhaching                     | Ś       |
| 15 | Juraj Zaťko       | 05.06.1987 (23)       | 192         | VfB Friedrichshafen                  | R       |
| 17 | Tomáš Hollý       | 21.02.1985 (26)       | 192         | VKP Bratislava                       | R       |
| 18 | Lukáš Diviš       | 20.02.1986 (25)       | 201         | Jastrzębski Węgiel                   | P       |
| 25 | Peter Michalovič  | 26.05.1990 (21)       | 200         | VK Ostrawa                           | A       |

## Słowenia
Trener: Veselin Vuković
Asystent: Tine Sattler
| Nr | Imię i nazwisko  | Data urodzenia (wiek) | Wzrost (cm) | Klub                     | Pozycja |
| -- | ---------------- | --------------------- | ----------- | ------------------------ | ------- |
| 1  | Davor Čebron     | 25.01.1981 (30)       | 199         | Volleyball Team Tirol    | Ś       |
| 2  | Alen Pajenk      | 23.04.1986 (25)       | 203         | Blu Volley Werona        | Ś       |
| 3  | Jan Planinc      | 10.02.1990 (21)       | 188         | Calcit Kamnik            | P       |
| 4  | Matej Vidič      | 06.11.1986 (24)       | 206         | ACH Volley Bled          | Ś       |
| 5  | Alen Šket        | 28.03.1988 (23)       | 203         | ACH Volley Bled          | A       |
| 6  | Mitja Gasparini  | 26.06.1984 (26)       | 200         | Jastrzębski Węgiel       | A       |
| 7  | Matevž Kamnik    | 24.11.1987 (23)       | 201         | ACH Volley Bled          | Ś       |
| 8  | Miha Plot        | 11.05.1987 (24)       | 178         | VC Lennik                | L       |
| 10 | Dejan Vinčič     | 15.09.1986 (24)       | 198         | ACH Volley Bled          | R       |
| 11 | Vid Jakopin      | 01.02.1988 (23)       | 203         | ACH Volley Bled          | P       |
| 12 | Sebastijan Škorc | 12.02.1974 (37)       | 180         | Budvanska Rivijera Budva | L       |
| 13 | Tine Urnaut      | 03.09.1988 (22)       | 199         | ZAKSA Kędzierzyn-Koźle   | P       |
| 14 | Dragan Radovič   | 29.01.1979 (32)       | 205         | Noliko Maaseik           | Ś       |
| 15 | Aleš Fabjan      | 11.04.1986 (25)       | 185         | ACH Volley Bled          | L       |
| 16 | Gregor Ropret    | 01.03.1989 (22)       | 192         | Calcit Kamnik            | R       |
| 17 | Alan Komel       | 12.03.1982 (29)       | 191         | GS Lamia                 | P       |
| 18 | Klemen Čebulj    | 21.02.1992 (19)       | 200         | Fram                     | P       |
| 22 | Rok Satler       | 04.04.1979 (32)       | 191         |                          | R       |

## Turcja
Trener:  Veljko Basič
Asystent: Hakan Özkan
| Nr | Imię i nazwisko      | Data urodzenia (wiek) | Wzrost (cm) | Klub                    | Pozycja |
| -- | -------------------- | --------------------- | ----------- | ----------------------- | ------- |
| 1  | Selçuk Keskin        | 15.01.1982 (29)       | 192         | Halkbank                | R       |
| 3  | Ahmed Pezük          | 06.08.1987 (23)       | 203         | Galatasaray             | Ś       |
| 4  | Ender Kıdoğlu        | 10.04.1978 (33)       | 198         | Halkbank                | P       |
| 6  | Berkan Bozan         | 28.05.1991 (19)       | 194         | Beşiktaş                | R       |
| 7  | Sinan Cem Tanık      | 19.06.1980 (30)       | 198         |                         | P       |
| 8  | Burutay Subaşı       | 15.07.1990 (20)       | 195         | Arkas Spor Izmir        | P       |
| 9  | Serhat Coşkun        | 18.07.1987 (23)       | 198         | Halkbank                | A       |
| 10 | Arslan Ekşi          | 17.07.1985 (25)       | 199         | Fenerbahçe              | R       |
| 11 | Caner Pekşen         | 09.06.1987 (23)       | 189         | Galatasaray             | R       |
| 12 | Halil İbrahim Yücel  | 17.07.1985 (25)       | 199         | Çankaya Belediyesi Anka | P       |
| 13 | Emin Gök             | 15.02.1988 (23)       | 204         | Arkas Spor Izmir        | Ś       |
| 15 | Emre Batur           | 21.04.1988 (23)       | 201         | Fenerbahçe              | P/A     |
| 16 | Ferhat Akdeniz       | 14.01.1986 (25)       | 203         | Tofaş                   | Ś       |
| 17 | Kadir Cin            | 07.05.1987 (24)       | 201         | Ziraat Bankası          | P/A     |
| 18 | Ramazan Serkan Kılıç | 31.05.1984 (26)       | 187         | Fenerbahçe              | L       |
| 21 | Mustafa Koç          | 23.02.1992 (19)       | 202         | Arkas Spor Izmir        | Ś       |
| 22 | Ufuk Minici          | 20.01.1991 (30)       | 202         | Arkas Spor Izmir        | A       |

## Wielka Brytania
Trener: Harry Brokking
Asystent: Joel Banks
| Nr | Imię i nazwisko      | Data urodzenia (wiek) | Wzrost (cm) | Klub                         | Pozycja |
| -- | -------------------- | --------------------- | ----------- | ---------------------------- | ------- |
| 2  | Benjamin Pipes (K)   | 21.10.1986 (24)       | 204         | Langhenkel Volley Doetinchem | R       |
| 3  | Oluwadamilola Bakare | 22.09.1988 (22)       | 196         | VC Puurs                     | A       |
| 4  | Daniel Hunter        | 23.01.1990 (21)       | 182         | Landstede Volleybal          | L       |
| 6  | Nathan Bennett       | 01.08.1978 (32)       | 201         | Liiga-Riento                 | Ś       |
| 7  | Mark McGivern        | 24.02.1983 (28)       | 195         | VC Menen                     | Ś       |
| 8  | Marc Richardson      | 21.05.1990 (21)       | 190         | Falkenbergs VBK              | P       |
| 9  | Andrew Pink          | 25.01.1983 (28)       | 192         | Ślepsk Suwałki               | P       |
| 10 | Nathan French        | 20.04.1990 (21)       | 193         | Club Voleibol Tenerife       | P       |
| 11 | Joel Miller          | 15.12.1988 (22)       | 191         | Langhenkel Volley Doetinchem | P       |
| 12 | Chris Lamont         | 07.12.1982 (28)       | 199         | VC Menen                     | Ś       |
| 13 | Jim Miller           |                       | 192         | Sheffield                    | R       |
| 14 | Yassir Sliti         | 21.05.1982 (29)       | 190         | VC Mennen                    | A       |
| 16 | Matthew Howe         | 30.04.1987 (24)       | 180         | Sheffield                    | P       |
| 17 | Kieran O'Malley      | 12.05.1988 (23)       | 188         | brak                         | R       |
| 18 | Andrew Benson        | 14.07.1984 (26)       | 199         | Sheffield                    | Ś       |